# سارا لي كيسلر
سارا لي كيسلر (بالإنجليزية: Sara Lee Kessler)‏ هي صحفية أمريكية، ولدت في 1951.